# 长鳍凡塘鳢
长鳍凡塘鳢（学名：Valenciennea longipinnis），俗名长鳍美塘鳢，为塘鳢科凡塘鳢属的鱼类。分布于印度尼西亚至太平洋中部的波利尼西亚以及西沙群岛、澎湖列岛等海域等，属于暖水性近海鱼类。其常生活于岩礁和珊瑚丛中。该物种的模式产地在琉球群岛。